# ادرامان
ادرامان (به انگلیسی: Adramann) یک منطقهٔ مسکونی در هند است که در پنجاب (هند) واقع شده‌است.